# Allium cassium
Allium cassium är en amaryllisväxtart som beskrevs av Pierre Edmond Boissier. Allium cassium ingår i släktet lökar, och familjen amaryllisväxter. Inga underarter finns listade i Catalogue of Life.